# صائدو الظل
صائدو الظل (بالإنجليزية: Shadowhunters)‏ وهو مسلسل درامي أميركي خارق تم تطويره بواسطة أيد ديكتر، استنادًا إلى سلسلة الكتب الشهيرة الأدوات المميتة التي كتبتها كاسندرا كلير ، تم عرضه لأول مرة في أمريكا الشمالية على شكل حر في 12 يناير 2016 تم تصوير الفيلم في تورونتو ، أونتاريو ، كندا.
تلقى الموسم الأول ردود مختلطة من النقاد، حصل البرنامج على العديد من ترشيحات الجائزة، وحصل على جائزة كلاد وأربع جوائز اختيار المراهقين.

## روابط خارجية
- صائدو الظل على موقع IMDb (الإنجليزية)
- صائدو الظل على موقع ميتاكريتيك (الإنجليزية)
- صائدو الظل على موقع روتن توميتوز (الإنجليزية)
- صائدو الظل على موقع نتفليكس (الإنجليزية)
- صائدو الظل على موقع كينوبويسك (الروسية)
- صائدو الظل على موقع ألو سيني (الفرنسية)
- صائدو الظل على موقع قاعدة بيانات الفيلم (الإنجليزية)